# Nagari Koto Kaciak (Tanjung Raya)
Nagari Koto Kaciak is een bestuurslaag in het regentschap Agam van de provincie West-Sumatra, Indonesië. Nagari Koto Kaciak telt 3541 inwoners (volkstelling 2010).